# Nigeria i olympiska sommarspelen 1984
Nigeria deltog med 32 deltagare vid de olympiska sommarspelen 1984 i Los Angeles. Totalt vann de en silvermedalj och en bronsmedalj.

## Medaljer

### Silver
- Peter Konyegwachie - Boxning, fjädervikt.

### Brons
- Innocent Egbunike, Rotimi Peters, Moses Ugbusien och Sunday Uti - Friidrott,  4 x 400 m.

## Boxning
Bantamvikt
- Joe Orewa
  - Första omgången — Bye
  - Andra omgången — Besegrade Wanchai Pongsri (Thailand), knock-out i andra omgången
  - Tredje omgången — Förlorade mot Héctor López (Mexiko), 1-4

Fjädervikt
- Peter Konyegwachie
  - Första omgången — Bye
  - Andra omgången — Besegrade Ali Faki (Malawi), 5-0
  - Tredje omgången — Besegrade Rafael Zuñiga (Colombia), 4-1
  - Kvartsfinal — Besegrade Charles Lubulwa (Uganda), 5-0
  - Semifinal — Besegrade Türgüt Aykaç (Turkiet), 5-0
  - Final — Förlorade mot Meldrick Taylor (USA), 0-5

Lättvikt
- Christopher Ossai

Lätt weltervikt
- Charles Nwokolo

Weltervikt
- Roland Omoruyi

Mellanvikt
- Jerry Okorodudu

## Brottning
Weltervikt, grekisk-romersk stil
- Seidu Olawale

Mellanvikt, grekisk-romersk stil
- Kally Agogo

Lätt tungvikt, grekisk-romersk stil
- Macauley Appah

## Friidrott
Herrarnas 400 meter
- Sunday Uti
  - Heat — 45,74
  - Kvartsfinal — 45,01
  - Semifinal — 44,83
  - Final — 44,93 (→ 6:e plats)

- Innocent Egbunike
  - Heat — 46,63
  - Kvartsfinal — 45,26
  - Semifinal — 45,16
  - Final — 45,35 (→ 7:e plats)

Herrarnas 400 meter häck
- Henry Amike

Herrarnas 4 x 100 meter stafett
- Isiaq Adeyanju
- Eseme Ikpoto
- Samson Oyeledun
- Chidi Imoh
- Lawrence Adegbeingbe

Herrarnas 4 x 400 meter stafett
- Sunday Uti
- Moses Ugbisien
- Rotimi Peters
- Innocent Egbunike

Herrarnas längdhopp
- Yusuf Alli
  - Kval — 7,82m
  - Final — 7,78m (→ 9:e plats))

- Jubobaraye Kio
  - Kval — 7.76m
  - Final — 7,57m (→ 12:e plats)

Herrarnas tresteg
- Ajayi Agebebaku
  - Final — 16,67m (→ 7:e plats)

- Joseph Taiwo
- Paul Emordi

Damernas 100 meter
- Barbra Ingiro
  - Första heatet — 12,19s (→ gick inte vidare)

Damernas maraton
- Ifeoma Mbanugo
  - Final — did not finish (→ ingen placering)

Damernas 100 meter häck
- Maria Usifo

Damernas 400 meter häck
- Maria Usifo
  - Heat — 57,58
  - Semifinal — 58,55 (→ gick inte vidare)